# Heilanstalt Pützchen
Die Heilanstalt Pützchen war eine von 1866 bis 1920 bestehende „Irrenanstalt“ in Pützchen bei Bonn, einem Ortsteil des Stadtbezirks Beuel. Sie befand sich in Höhe der heutigen Pützchens Chaussee im an die St. Adelheid Pfarrkirche angebauten Gebäude des ehemaligen Klosters der Unbeschuhten Karmeliten (1688–1804) an der Karmeliterstraße und weiteren Häusern, die nach und nach in dem dahinterliegenden weitläufigen Park entstanden waren.
Heute liegen auf dem Areal der ehemaligen Heilanstalt Pützchen eine 1998 entstandene Wohnanlage, das Gelände des Sacre-Cœur-Ordens mit dem von ihm 1920 gegründeten Sankt-Adelheid-Gymnasium, ein Kindergarten, eine moderne Kapelle und einige gewerblich genutzte Gebäude.

## Geschichte

### Karmeliter Kloster in Pützchen
1688 erwirkte Pater Florentius, Generalkommissar der niederrheinischen Provinz der Karmeliter, dass seinem Orden die Wallfahrtsstätte am Adelheidis-Brunnen übertragen wurde. Er errichtete Anfang des 18. Jahrhunderts einen Konvent aus zwölf Priestern und vier Laienbrüdern und erbaute 1706 das Kloster. Und um dem wachsenden Ansturm von Pilgern gerecht zu werden, entschied man sich 1724 zum Bau einer Kirche. 1760 wurde die Wallfahrtskirche St. Adelheid am Pützchen eingeweiht.
Im Deutsch-Französischen Krieg dienten die Klostergebäude in den 1790er Jahren der kaiserlichen Armee als Lazarett. 1803 mussten, mit der Säkularisation, die Karmeliter das Kloster verlassen, und der preußische Staat übernahm den Besitz. Der Unternehmer Leopold Bleibtreu († 1839), der durch die Alaun-Produktion reich geworden war, nutzte das Gebäude zwischenzeitlich als Wohnhaus.

### „Detentionsanstalt für verkommene Weibspersonen“
1844 kaufte der preußische Staat das Areal der Abtei zurück und errichtete 1847 in dem an die Kirche St. Adelheid von Pützchen angebauten Haus mit dazugehöriger großer Parkanlage eine „Detentionsanstalt für verkommene Weibspersonen“, eine Korrektionsanstalt für Dirnen. Das gesamte Gelände des ehemaligen Klosters war ummauert. Der erste Leiter der Anstalt war Hermann Larenz. Nachdem die Belegungszahlen, seit 1850 (das Jahr der stärksten Belegung mit 104 zu Detinierenden) kontinuierlich sanken, löste der preußische Innenminister Graf Maximilian von Schwerin die seit 1851 umbenannte „Arbeitsanstalt Pützchen“ im Oktober 1863 auf.

### „Asyl für Geisteskranke“ –  „Privat-Irrenanstalt“
Am 20. Juli 1866 mietete Leopold Besser, ein Arzt aus Leipzig, der bis dahin in einer Irrenanstalt in Siegburg gearbeitet hatte, das „Asyl für Geisteskranke“ in den Räumen des ehemaligen Karmeliterklosters. Am 1. September 1866 wurde die „Privat-Irrenanstalt“, für Kreise des Mittelstandes bestimmt, eröffnet. Die Einrichtung sollte eine Alternative zu den öffentlichen Anstalten, wie auch zu denen der „höheren Stände“ werden. Die anfänglich 30 bis 40 Kranken waren vorwiegend Pflegefälle, da die Anstalt keine Einrichtungen besaß, um im damaligen Sinne als Heilanstalt aufgefasst zu werden. „Der Irrsinnige gehört auf der Höhe seiner Krankheit dem Arzte, nicht der Kirche, nicht dem geltenden Recht und nicht der gesellschaftlichen Sitte.“ (Zitate: nach Gründer Leopold Besser von Psychotherapeutin Jutta Beckerle). Die Anstalt entwickelte sich gut, wie die Patientenzahlen belegten. 1873 wurden die bis dahin vermieteten Gebäude an den Mediziner Besser verkauft. 1887 explodierte ein Kessel in der Küche, und bei dem Feuer brannten das Anstaltsgebäude (ehemalige Klostergebäude), die Dorfkirche und alle angrenzenden Gebäude bis auf die Grundmauern nieder. Die Patienten konnten unverletzt in Sicherheit gebracht werden. Man baute die zerstörten Gebäude wieder auf. 1888 konnte der Neubau der Anstalt eröffnet werden, im Dezember 1890 weihte man die Kirche neu ein.

### „Dr. Gudden’sche Heilanstalt für Nerven- und Gemütskranke“
1890/1891 verkaufte Leopold Besser das Anwesen an den Nervenarzt und Sanitätsrat Clemens Gudden. Dessen Vater war der Nervenarzt Bernhard Aloys von Gudden, welcher 1886 mit König Ludwig II. von Bayern im Starnberger See ertrunken war. Gudden baute die Anstalt nach damals modernen Prinzipien aus und um. Er ließ eine Reihe einzelner Villen bauen, welche zweckmäßig eingerichtet wurden. Das „Asyl für Geisteskranke Pützchen“ wurde umbenannt in „Dr. Gudden’sche Heilanstalt für Nerven- und Gemütskranke“ in Pützchen gegenüber Bonn am Rhein. Im steigenden Maße wurde die Anstalt nun auch von Patienten mit leichter Form von psychischen und psychoneurotischen Erkrankungen aufgesucht. Es gab geschlossene Abteilungen je für Männer und Frauen und räumlich getrennt davon offene Abteilungen für Kranke, die keiner Überwachung bedurften. Die Abteilung für unruhige und unsoziale Patienten lag, mit besonderem Gartenbereich, abgelegen und gesondert für sich. Der Mediziner Walter Benning (1880–1962), ab 1910 Leiter des Sanatoriums für Nerven- und Gemütskranke in Bremen-Oberneuland, eignete sich in Pützchen das notwendige Wissen für ein solches Unternehmen an. Ein bekannter Patient war der Maler Wilhelm Sohn, welcher 1899 in der Heilanstalt Pützchen verstarb. 1904 trat Gudden die Heilanstalt an seinen Kollegen Alfred Peipers ab.

### Peipersche Irrenanstalt

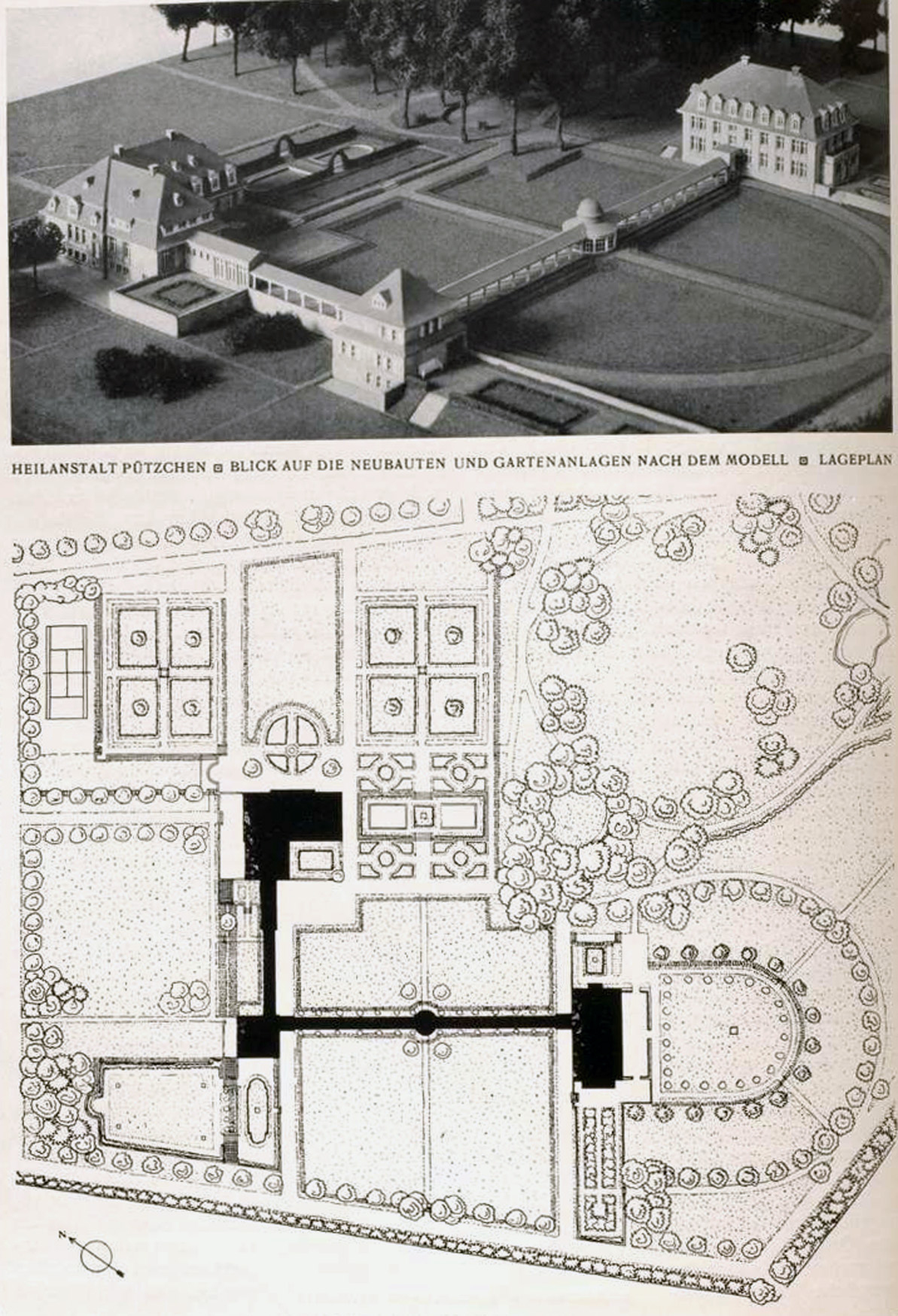
Neubauten und Gartenanlagen nach dem Modell

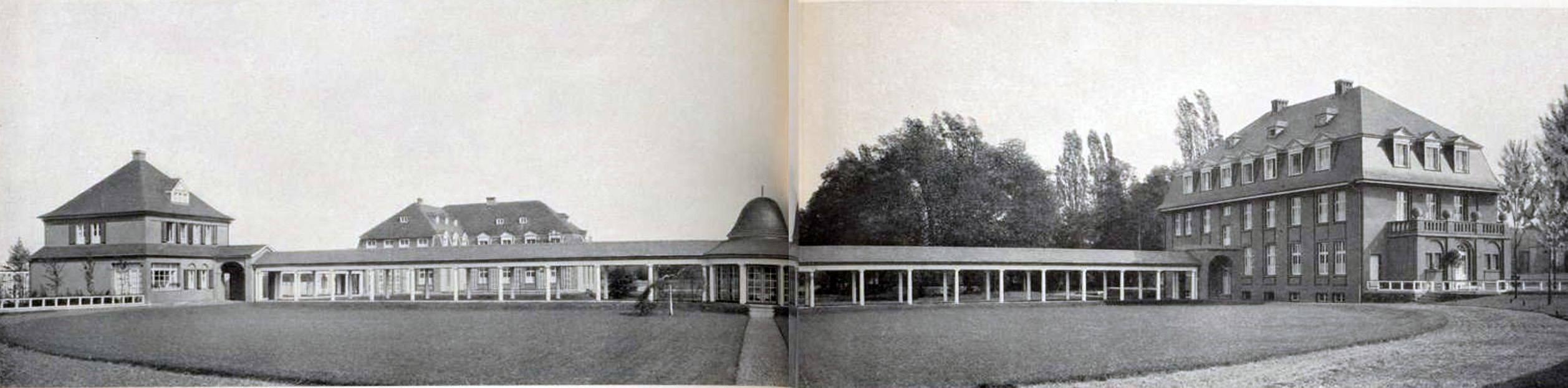
Heilanstalt Pützchen mit Doktorhaus, Pavillon und Schlösschen

Alfred Peipers beauftragte den Architekten Bruno Paul 1911 zur Erweiterung der Parkanlagen mit verschiedenen aufeinander abgestimmten Gebäuden. Dort sollten Erkrankte die Möglichkeit haben, in angenehmer Umgebung wieder zu genesen und die Leitung legte besonders Wert auf individuelle Behandlungen. Neben psychisch und psychoneurotisch Erkrankten wurden nun auch Alkohol- und Morphiumkranke aufgenommen. Psychotherapie ging einher mit Ernährungstherapie, Massagen, Mastkuren, Hydro-, Elektro-, Beschäftigungstherapie und medikamentöser Behandlung.
In der weitläufigen Parkanlage, hinter einem großen schmiedeeisernem Tor mit Pförtnerhäuschen gelegen, lag in ganzer Breite der von Bruno Paul gebaute Gebäudekomplex mit Haupthaus (Doktorhaus), ein kubischer Bau mit Pfeilergliederung, Pavillon (Aloysiushaus) und Schlösschen. Anfang des 20. Jahrhunderts wurden Anstalten für Irre und Verwirrte gerne auch nach Alois Alzheimer umschrieben. Die kurze Anfahrt führte durch eine Lindenallee zu einem Rasenrondell. Die Ehrenpforte in der Hausmitte des Doktorhauses lag in einem Vorbau mit Balkon. Der normale Eingang war die Haustür zum Pavillon. Das Schlösschen lag im Hintergrund. Der Gesamtkomplex war durch ein Gangsystem, einer überdachten Wandelhalle mit Säulen, verbunden.
1920 wurde die Anstalt an die Ordensfrauen vom Sacre-Cœur-Orden veräußert, welche dort ein Kloster (Herz-Jesu-Kloster St. Adelheid) und eine Schule gründeten. Ein Umbau erfolgte um 1924, im Zweiten Weltkrieg 1940 und 1945 kam es zu Teilzerstörungen und weiteren Umbauten, eine Erweiterung erfolgte nach 1945.
Der Sacre-Cœur-Orden veräußerte 1926 wiederum den alten Klosterteil an die Unbeschuhten Karmelitinnen (seitdem teilt eine Mauer das Areal), welche nach dem Zweiten Weltkrieg in den Altbau des Klosters zurückkehrten. Das alte Kloster und das gesamte Gelände wurde 1998 verkauft und zu einer Wohnanlage umfunktioniert.